# Antonín Švorc
Antonín Švorc (12. února 1934 Jaroměř – 21. února 2011 Praha ) byl český operní pěvec-barytonista.

## Vzdělání
- 1952 reálné gymnázium
- 1952–1957 Pražská konzervatoř (zpěv pod vedením Jana Berlíka, herectví u Hanuše Theina)

## Angažmá
- 1954–1955 člen souboru „Vítězná křídla“
- 1955–1956 sólista opery (Divadla F. X. Šaldy) v Liberci, hostování v ND Praha
- od 1956 člen opery ND v Praze
- od 1962 stálý host Státní opery v Berlíně[3]

## Udělená státní a umělecká ocenění
- 1958 cena Grand Prix v Toulouse, Francie
- 1973 ocenění zasloužilý člen ND
- 1974 titul zasloužilý umělec
- 1985 titul národní umělec
- 2003 Cena Thálie za celoživotní mistrovství

## Role
Budivoj (Dalibor), Amonasr (Aida), Hans Sachs (Mistři pěvci norimberští), Bludný Holanďan, Telramund (Lohengrin), Wotan (Zlato Rýna a Valkýra),
Donner (Zlato Rýna), Kurvenal (Tristan a Isolda), Přemysl (Libuše a Šárka), Radovan (Libuše), Vladislav (Dalibor), Ismen (Armida), Adolf (Jakobín), Chrudoš (Libuše), Jago (Othello), Nabucco, Simon Boccanegra, Scarpia (Tosca), Alfio (Sedlák kavalír), Escamillo (Carmen), Boris Godunov, Kníže Igor, Pizarro (Fidelio), Kašpar (Čarostřelec), Barak (Žena beze stínu), Jochanaan (Salome) a další.
Spolupracoval s mnoha významnými světovými dirigenty i pěvci. Hostoval v Německu, Švýcarsku, Francii, Španělsku, Polsku aj.

## Pedagogická činnost
- Učil zpěv na Pražské konzervatoři.